# Похибка Еббе
Похибка Еббе — описує зростання кутової похибки з відстанню.
Названа на честь Ерста Еббе, також називається синусною похибкою. Наприклад, коли хтось вимірює точку, яка віддалена на один метр в напрямі 45 градусів, кутова похибка на один градус відповідатиме похибці у відстані не більше ніж 1.745 см, що еквівалентно похибці вимірювання відстані в 1,745%.
В машинобудуванні, деякі компоненти особливо чутливі до кутових похибок. Наприклад, якщо лезо токарного верстату має незначне відхилення, деталь матиме дефекти в діаметрі в нижній її частині.
Помилка Еббе може бути вирахувана в навігації методом числення координат.
Формула:
{\displaystyle \epsilon =h\sin \theta }